# Oswald Artur Hecker

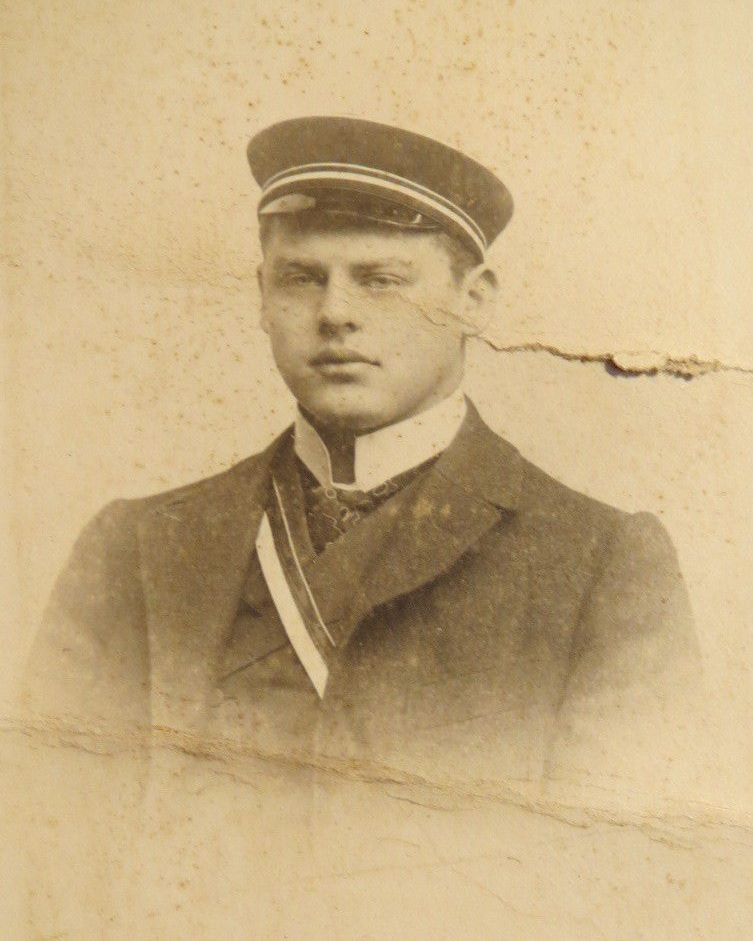
Oswald Hecker, um 1900

Oswald Artur Hecker (* 5. August 1879 in Dresden; † 7. März 1953 in Leipzig) war ein deutscher Hochschul- und Gymnasiallehrer für Neuere Geschichte und Kolonialgeschichte in Dresden und Leipzig.

## Leben
Oswald Hecker studierte ab dem Wintersemester 1900/01 an der Eberhard-Karls-Universität Geschichte. Am 22. Mai 1901 wurde er im Corps Borussia Tübingen recipiert. Zum Ende des Sommersemesters 1902 inaktiviert, wechselte er an die Universität Leipzig. 1906 wurde er dort zum Dr. phil. promoviert. Im selben Jahr wurde er Mitarbeiter der Sächsischen Kommission für Geschichte. 1912 habilitierte er sich in Dresden für Geschichte. 1914 zog er als Leutnant der Landwehr in den Ersten Weltkrieg. 1915–1918 war er als Batterie- und Ordonnanzoffizier, ab 1917 als Kommandeur einer Batteriekolonne an der Westfront. Nach dem Waffenstillstand von Compiègne ernannte ihn die TH Dresden zum Professor im Bereich Philosophie und Kulturwissenschaften der Abteilung Allgemeine Wissenschaften (1919–1928). 1922 bestand er das Examen für das höhere Lehramt. Er wurde im selben Jahr Studienrat und 1929 Studiendirektor in Dresden. Später war er Oberstudiendirektor und Honorarprofessor in Leipzig. Verheiratet war er seit 1913 mit Gertrud geb. Rothe. Ihr 1915 in Dresden geborener Sohn Wolfgang Bernhard Ernst fiel 1942 an der Ostfront.

## Ehrungen
- Eisernes Kreuz 2. Klasse
- Albrechts-Orden, Ritterkreuz mit Schwertern